# (3771) Алексейтолстой
(3771) Алексейтолстой (англ. 3771 Alexejtolstoj, ранее 1974 SB3) — каменный астероид семейства Флоры диаметром около 3,7 км. Открыт 20 сентября 1974 года советским астрономом Людмилой Журавлёвой в Крымской астрофизической обсерватории. Объект назван в честь писателя Алексея Николаевича Толстого.

## Орбита и классификация
Астероид спектрального класса S, принадлежит семейству Флоры, одной из крупнейших групп каменных астероидов в Главном поясе. Объект обращается вокруг Солнца во внутренней части пояса астероидов на расстоянии 1,8–2,6 а.е. с периодом 3 года и 4 месяца (1212 дней). Орбита обладает эксцентриситетом 0,17 и наклоном относительно плоскости эклиптики 5°. Впервые астероид наблюдался как объект 1954 QF в обсерватории Гейдельберга в 1954 году. Дуга наблюдения астероида начинается с официального открытия в 1974 году.

## Физические характеристики
Фотометрические наблюдения в Palomar Transient Factory в декабре 2011 года позволили получить фрагментарную кривую блеска. Оценка периода вращения составляет 11,0942 ± 0,0116 часов при малой амплитуде блеска 0,08 звёздной величины. В базе данных Collaborative Asteroid Lightcurve Link указана величина альбедо 0,24 – значение для астероида (8) Флора, крупнейшего представителя в своём семействе – и вычислен диаметр 3,7 км.

## Название
Малая планета была названа в честь советского писателя Алексея Николаевича Толстого (1883–1945). Официально название было опубликовано Центром малых планет 19 октября 1994 года (M.P.C. 24121)